# بول ويبر
بول ويبر (بالدنماركية: Poul Weber)‏ هو سياسي دانمركي، ولد في 30 ديسمبر 1949. حزبياً، نشط في الحزب الليبرالي.